# جيمس ريد (سياسي كندي، مواليد 1848)
جيمس ريد هو سياسي كندي، ولد في 14 سبتمبر 1848، وتوفي في 18 يونيو 1926 في غريتر ناباني في كندا. نشط حزبياً في حزب أونتاريو المحافظ التقدمي. وقد انتخب عضو برلمان مقاطعة أونتاريو عن دائرة Addington (federal electoral district) ‏ (5 يونيو 1890 – 13 ديسمبر 1904).